# Bisbat de Die
El bisbat de Die - Diocèse de Die, Dioecesis Diensis - és una seu suprimida de l'Església catòlica a França. La seu episcopal és la ciutat de Die, a l'actual departament francès de la Droma, on l'església de Nostra Senyora Assumpta feia de catedral.
El 1741 la diòcesi comprenia unes 190 parròquies. D'aquestes, la major part es trobaven al Delfinat, i la resta estaven repartides entre el comtat Venaissí i a la Provença.

## Història
Els orígens de la diòcesi es remunten al segle iii, encara que el primer bisbe històricament cert és Nicasi, l'únic prelat de la Gàl·lia present al Primer Concili de Nicea el 325.
Gallia Christiana precedeix a Nicasi per quatre bisbes, sobre la història dels quals tanmateix hi ha molts dubtes. De la mateixa manera, els bisbes Cels, Constantí i Progetto; Duchesne i Gaillard insereixen al seu lloc el bisbe Audenzio, present en diversos sínodes regionals promoguts per sant Hilari. A partir de Petroni la sèrie episcopal és bastant completa.
La diòcesi va estar en crisi a principis del segle xi: la culminació de la degradació espiritual dels seus bisbes va ser la deposició de Lancelín per simonia el 1073. Després d'ell, una sèrie de bisbes cistercencs van canviar la sort de la diòcesi, ajudats perquè, paral·lelament, es fundaren diversos monestirs reformats a Léoncel, Bouvantes i Valcroissant.
El 25 de setembre de 1275, mentre que el bisbe Amédée de Gènova encara governava, la diòcesi va ser unida aeque principalitera la de Valença, que al mateix temps va assumir el nom de la diòcesi de Valença i Die. A Die va ser nomenat un vicari general. La unió va durar fins al 7 de juliol de 1692, quan en consistori el papa Innocenci XII va decidir separar les dues seus de nou.
Entre els anys 1130 i 1250, any de la consagració, es va construir la catedral de l'Assumpció, que a causa dels danys soferts durant el període de la reforma protestant va ser reconstruïda al segle XVII. La catedral tenia un missal, un gradual i un breviari propis, escrits entre els segles xiv i segle xv, signe de la vitalitat d'aquesta església, no atenuada per la unió amb Valença. El 1450, només a la ciutat de Die, hi havia 409 clergues sobre 2.000 habitants.
La reforma protestant va tenir un gran seguiment a Die. El vicari general es va convertir a la novetat provinent d'Alemanya i, al març de 1561, 400 habitants de la ciutat episcopal es van unir a la nova religió; el 31 de juliol del mateix any es va celebrar a Die un sínode provincial dels reformats. El 1601 es va fundar una universitat protestant. L'Edicte de Nantes va reconèixer Die com una ciutat lliure per a la reforma. La Contrareforma catòlica va resultar difícil imposar-se, i amb freqüència al preu d'una gran quantitat de sang vessada; el 1688 la catedral, destruïda pels protestants, va ser reconstruïda; el 1692 es va obrir el seminari; i el 1705 es va publicar un catecisme diocesà.
Durant la revolució francesa, el bisbe Gaspard-Alexis del Pla d'Augiers va abandonar la diòcesi, que va encomanar a la cura dels sacerdots vàlids, alguns dels quals van ser protegits i amagats pels protestants.
La diòcesi va ser suprimida seguint el concordat amb la butlla Qui Christi Domini del Papa Pius VII del 29 de novembre de 1801 i el seu territori incorporat al de les diòcesis de Grenoble i Valença.
Un decret de la Sacra Congregació Consistorial de 12 de juny de 1911 va autoritzar al bisbe de Valence i els seus successors afegir al seu títol el de la seu suprimida de Die.

## Episcopologi
- Sant Marzio ? †

- Igerio ? †
- Leone ? †
- Servilio ? †
- Sant Nicasio † (citat el 325)
- Celso ? † (356)
- Audenzio † (abans de 439 - després de 450)
- Costantino ? † (després de 441)
- Progetto ? †[2]
- Sant Petronio † (vers 453 - 10 de gener de vers 463 mort)
- Sant Marcello † (maig de 463 - 17 de gener de 510 mort)
- Seculazio † (abans de 517 - després de 523)
- Lucrezio † (abans de 541 - després de 573)
- Paolo † (citat el 585)
- Massimo † (citat el 614)[3]
- Prestanzio ? † (739)
- Aramando ? † (767)[4]
- Desiderato † (citat el 788)
- Sant Vilfino o Vulfino o Ulfino † (primera meitat del segle viii)
- Remigio † (citat el 859)
- Aurelio † (citat el 875)
- Hemico † (abans del 876 - després de 879)
- Achideo † (citat el 956)
- Gisenodo ? † (965)[5]
- Wualdo † (citat el 977 vers)
- Conon † (citat el 1037)
- Pierre I † (abans de 1055 - després de 1056)
- Lancelin † (? - 1073 deposat)
- Ugo di Romans, O.Cist. † (16 de març de 1074 - vers 1085 nomenat arquebisbe de Lió)[6]
- Bernard †
- Sant Ismidon de Sassenage † (vers 1095 - 30 de setembre de 1115 mort)
- Pierre II † (vers 1116 - després de 1119)
- Étienne † (abans de 1121 - 1127 mort)
- Sant Olderico † (? - vers 1130 renuncià)
- Hugues † (abans de 1144 - 1159 mort)
- Pierre III † (abans de 1163 - després de 1173)
- Beato Bernard † (citat el 1176)
- Robert † (abans de 1178 - després de 1187)
- Jarente de Quint I † (citat el 1193)
- Humbert I † (vers 1196 - 1203 mort)
- Sant Stefano di Châtillon, O.Cart. † (? - 7 de setembre de 1208 mort)
- Sant Désiré de Forcalquier † (abans de 1213 - després de 1222)
- Bertrand D'Étoile † (1224 - 1235)
- Humbert II † (1237 - 1245 renuncià)
- Amédée de Genève † (abans de 1251 - 22 d'octubre de 1276 mort)
  - Seu unida amb Valence (1275-1692)
- Armand de Montmorin Saint-Hérem † (7 de juliol de 1692 - 19 de juliol de 1694 nomenat arquebisbe de Vienne)
- Séraphin de Pajot de Plouy † (13 de setembre de 1694 - vers d'octubre de 1701 mort)
- Gabriel de Cosnac † (12 giugno 1702 - 24 de juliol de 1734 renuncià)
- Daniel de Cosnac † (27 de setembre de 1734 - 22 d'agost de 1741 mort)
- Gaspard-Alexis de Plan des Augiers † (20 de desembre de 1741 - 16 de gener de 1794 mort)
  - Sede vacante (1794-1801)